# Odostomia translucens
Odostomia translucens is een slakkensoort uit de familie van de Pyramidellidae. De wetenschappelijke naam van de soort werd voor het eerst geldig gepubliceerd in 1908 door Hermann Wilhelm Strebel.